# Chronik der Regierungskrise in der Elfenbeinküste im Dezember 2010
Die Chronik der Regierungskrise in der Elfenbeinküste im Dezember 2010 erfasst die Ereignisse im Zusammenhang mit der Regierungskrise in der Elfenbeinküste 2010/2011.
Die Chronologie ist nach Jahren und Monaten geordnet. Ereignisse, die über einen längeren Zeitraum wirken, sind am frühestmöglichen Datum einsortiert.
| Datum                                                        | Ereignis                   | Ort                     | Beschreibung | Anmerkung, Quellen      |
| ------------------------------------------------------------ | -------------------------- | ----------------------- | --- | ----------------------- |
| Vor dem 1. Dez.                                              | Wahlergebnis               |                         | Laurent Gbagbo Partei Front Populaire Ivoirien (FPI) bemühte sich schon in den Tagen vor dem letzten Verlautbarungstermin der Ergebnisse, dem 1. Dezember 2010, um eine Annullierung der Wahlergebnisse der Präsidentschaftswahlen in drei (oder vier?), von den Forces Nouvelles de Côte d’Ivoire (FN) kontrollierten, Wahlkreisen. Es handelt sich um die Regionen Savanes, Denguélé und Worodougou. | [ 1 ] [ 2 ] [ 3 ]       |
| 1. Dez. 24:00 Uhr                                            | Termin                     |                         | Der verfassungsgemäß letzte Verlautbarungstermin der Ergebnisse war 72 Stunden nach Schließung der Wahllokale also der 1. Dezember 2010 24:00 Uhr. | [ 1 ] [ 4 ] [ 1 ]       |
| 1. Dez.                                                      | Militär                    | Waffenstillstandslinie  | Die FN beorderten 1500 ihrer Soldaten aus dem Süden in den Norden zurück. Gleichzeitig begann die Regierungsarmee Forces de défense et de sécurité (FDS) den Rückzug aus dem Norden der Elfenbeinküste. Die Spaltung des Landes entlang der Fronten des Bürgerkriegs verfestigte sich somit wieder. | [ 5 ]                   |
| Nacht vom 1. auf 2. Dez.                                     | Wahlergebnis               | Abidjan                 | Einige Stunden nach Ablauf der Frist zur Verkündigung des Wahlergebnisses, verkündete der Vorsitzende der Wahlkommission (CEI) Youssouf Bakayoko den Sieg von Alassane Ouattara mit 54 Prozent bei einer Wahlbeteiligung von über 81 Prozent. Dabei waren keine Kameras des staatlichen Fernsehsenders Radiodiffusion-Télévision ivoirienne (RTI) anwesend. Für Verwirrung sorgte der Umstand, dass Bakayoko das Ergebnis im Hotel du Golf bekanntgab, in dem Ouattara seine Basis bezogen hatte. Er wurde außerdem von 150 Soldaten der Opération des Nations Unies en Côte d’Ivoire (ONUCI), die zu seinem Schutz abgestellt waren, begleitet. Gegen diesen Entscheid der Wahlkommission legte Gbagbo direkt anschließend beim Verfassungsrat Beschwerde ein. | [ 1 ] [ 6 ] [ 1 ]       |
| Nacht vom 1. auf 2. Dez.                                     | Angriff                    | Abidjan                 | Nach einem Bericht der BBC wurden bei einem Angriff auf das Büro von Ouattaras Partei acht Menschen getötet. | [ 4 ] [ 2 ]             |
| 2. Dez. 15:00 Uhr                                            | Beschwerde                 |                         | Der Verfassungsrat entsprach der Beschwerde Gbagbos, wegen der nicht fristgerechten Verkündung der Ergebnisse. Er annullierte die Ergebnisse in sieben nördlichen Provinzen und der Frankreich in der Diaspora lebenden Ivorern und erklärte Gbagbo zum Wahlsieger. Das Land hatte somit zwei Präsidenten. Choi Young-Jin, Leiter der ONUCI kritisierte, dass der Verfassungsrat keine inhaltliche Prüfung der Ergebnisse durchgeführt hatte, die in dieser kurzen Zeit auch gar nicht möglich gewesen wäre, sondern offenbar so lange die Ergebnisse einzelner Wahlbezirke für ungültig erklärt hatte bis Gbagbo eine Mehrheit hatte. Die Annullierung der Ergebnisse der zunächst beanstandeten drei oder vier Regionen hätte nicht ausgereicht. Die Entscheidung des Verfassungsrates wurde international kritisiert. UN-Generalsekretär Ban Ki-moon forderte Gbagbo auf, seine Niederlage einzugestehen. Die Afrikanische Union (AU) zeigte sich „tief besorgt“ über die Entwicklung im Land. | [ 1 ] [ 7 ] [ 1 ] [ 8 ] |
| 2. Dez.                                                      | Ausnahmezustand            |                         | Die Armee schloss nach der Entscheidung des Verfassungsrates für vier Tage alle Grenzen des Landes und blockierte ausländische Nachrichtensender.Unmittelbar nach der Verkündung der Ergebnisse durch die CEI erließ Gbagbo ein Sende- und Produktionsverbot für ausländische TV- und Radiostationen in der Elfenbeinküste. RTI war seitdem der einzige erlaubte Fernseh- und Radiosender. | [ 1 ]                   |
| 2. Dez.                                                      | Eskalation                 |                         | Die Situation drohte zu eskalieren. Während Ouattara und Gbagbo ihre Anhänger öffentlich zur Ruhe aufforderten, heizten andere Politiker beider Lager durch öffentliche Aussagen die Stimmung an. | [ 1 ]                   |
| 2. Dez.                                                      | Sicherheitslage            | Abidjan                 | In Abidjan patrouillierten zahlreiche Soldaten. Sie waren vor dem Gebäude des RTI aufmarschiert und bewachten das Gebäude der CEI. Die meisten Läden der Stadt waren geschlossen. | [ 4 ]                   |
| 3. Dez.                                                      | Wahlergebnis               | Abidjan                 | Wie im Friedensvertrag vorgesehen prüften die Vereinten Nationen (UNO) die Wahlergebnisse in letzter Instanz. Choi Young-Jin gab das Ergebnis der Zertifizierung der Wahl bekannt. Gemäß seinen Untersuchungen fand die Stichwahl in einer „demokratischen Atmosphäre“ statt und endete mit einem Sieg Ouattaras. Die Annullierung von Stimmen aus den nördlichen Regionen durch den Verfassungsrat beruhe nicht auf Fakten und die ONUCI müsse nicht dem Urteil des Verfassungsrats folgen, da die ivorische Regierung das Mandat Young-Jin Chois als Zertifizierer der Wahl akzeptiert habe. Selbst wenn alle Wahlbeschwerden Gbagbos berücksichtigt würden, änderte dies nicht das Ergebnis der Wahl. | [ 9 ] [ 10 ]            |
| 3. Dez.                                                      | Internationale Reaktionen  |                         | Noch am Tag der Verlautbarung durch Choi Young-Jin gratulieren Barack Obama und Nicolas Sarkozy Ouattara zum Wahlsieg und erklärten, dass sie ihn als Wahlsieger ansehen und forderten Gbagbo auf, das Ergebnis der Wahlkommission anzuerkennen. Die Europäische Union (EU) und weitere Länder schlossen sich dieser Position an. | [ 11 ]                  |
| Nacht vom 3. auf 4. Dez.                                     | Kämpfe                     | Port-Bouët in Abidjan   | Es gab heftige Schusswechsel zwischen der Gendarmerie und unbekannten Angreifern. | [ 12 ]                  |
| 4. Dez.                                                      | Wahlergebnis               |                         | Laurent Gbagbo ließ sich ungeachtet des Streits um das Ergebnis für eine zweite Amtszeit vereidigen. Wenige Stunden später leistete auch Alassane Ouattara den Amtseid als Staatspräsident. Am gleichen Tag reichte Premierminister Guillaume Soro seinen Rücktritt ein und erklärte seine Unterstützung für Ouattara. | [ 7 ] [ 8 ]             |
| 4. Dez.                                                      | Reisewarnung               | Vereinigte Staaten      | Die Botschaft der Vereinigten Staaten empfahl allen Staatsbürgern von Reisen in die Elfenbeinküste abzusehen. | [ 13 ]                  |
| Am Morgen des 4. Dez.                                        | Blockaden                  | Koumassi in Abidjan     | Jugendliche errichten Barrikaden. Außerdem war die Giscard d’Estaing, eine Hauptverkehrsstraße von Abidjan durch Barrikaden blockiert. | [ 12 ]                  |
| 4. Dez.                                                      | Militär                    |                         | Die FDS bekannte sich zu Gbagbo. | [ 12 ]                  |
| Wochenende des 4. und 5. Dez.                                | Reaktion des Währungsfonds |                         | Der Internationale Währungsfonds (IWF) gab bekannt, dass Ouattara als rechtmäßiger Präsident angesehen wurde und ausschließlich mit ihm eine Zusammenarbeit möglich ist. | [ 14 ]                  |
| 5. Dez.                                                      | Regierungsbildungen        |                         | Gbagbo bestimmte Gilbert Marie N’gbo Aké zum Ministerpräsidenten der Regierung Aké N’Gbo während Guillaume Soro schon kurz zuvor, auf Anweisung Ouattaras, das Regierung Soro III zusammengestellt hatte. | [ 15 ]                  |
| 5. Dez.                                                      | Opfer                      |                         | Seit dem Wahltag, am 28. November, wurden mindestens über zwanzig Menschen getötet und viele verletzt. | [ 1 ]                   |
| 6. Dez.                                                      | Finanzwelt                 |                         | Weltbank und Afrikanische Entwicklungsbank kündigten an, die Beziehungen zur Elfenbeinküste neu bewerten zu wollen. | [ 15 ]                  |
| 6. Dez.                                                      | Ausnahmezustand            |                         | Die Ausreiseverbote der Elfenbeinküste durch die FDS wurden aufgehoben. Die, für das gesamte Staatsgebiet geltende, Ausgangssperre wurde bis zum 13. Dezember verlängert. | [ 14 ]                  |
| 7. Dez.                                                      | Reisewarnung               | Schweiz                 | Das Eidgenössische Departement für auswärtige Angelegenheiten (EDA) warnt vor Reisen in die Elfenbeinküste. | [ 16 ]                  |
| 8. Dez.                                                      | Sicherheitsrat             | New York                | Der Sicherheitsrat der Vereinten Nationen forderte in einer bisher präzedenzlosen Presseerklärung alle Beteiligen auf, das von der Wahlkommission verkündete Wahlergebnis anzuerkennen und drohte indirekt mit Sanktionen gegen Kräfte die den Friedensprozess stören versuchen. | [ 17 ] [ 18 ]           |
| 8. Dez.                                                      | Finanzwelt                 |                         | Die Westafrikanische Wirtschaftsgemeinschaft (ECOWAS) setzte die Mitgliedschaft der Elfenbeinküste vorläufig aus. | [ 19 ]                  |
| 9. Dez.                                                      | Internationale Reaktionen  |                         | Die AU setzte die Mitgliedschaft der Elfenbeinküste vorläufig aus. | [ 19 ]                  |
| 11. Dez.                                                     | Ausnahmezustand            |                         | Die Ausgangssperre galt nur mehr von 10 Uhr abends und 5 Uhr morgens. | [ 20 ]                  |
| 12. Dez.                                                     | Internationale Reaktionen  |                         | Gbagbos Innenminister Emile Guiriéoulou warf ausländischen Diplomaten Einmischung vor. Verschiedene Botschaftsmitarbeiter hätten versucht, Armeeoffiziere und Leiter von Medienanstalten zu einer Unterstützung Ouattaras zu bewegen. | [ 21 ]                  |
| 13. Dez.                                                     | Sanktionen                 | Europa                  | Die EU-Außenminister beschlossen grundsätzlich Sanktionen gegen Gbagbo und sein Umfeld. Diese traten aber nicht sofort in Kraft, da sie noch konkret ausgearbeitet werden mussten. | [ 22 ]                  |
| 14. Dez.                                                     | Ausnahmezustand            |                         | Die eigentlich auslaufende Ausgangssperre wurde von Gbagbo um eine Woche verlängert. | [ 23 ]                  |
| Tage nach dem 14. Dez.                                       | Kämpfe                     |                         | Es kam zu schweren Ausschreitungen. Mindestens 12 Anhänger Ouattaras wurden von Gbagbo-treuer Polizei und Armee erschossen. | [ 24 ]                  |
| 16. Dez.                                                     | Hotel du Golf              | Abidjan                 | Das Hotel du Golf wird von Gbagbos Armee abgeriegelt. Im Gegenzug werden mehrere hundert Soldaten der ONUCI zu dessen Schutz abgestellt. | [ 10 ] [ 25 ]           |
| 16. Dez.                                                     | Kämpfe                     |                         | Je nach Quelle kamen zwischen 9 und 30 Menschen ums Leben. | [ 25 ]                  |
| 16. Dez.                                                     | Medien                     | Abidjan                 | Ein Marsch auf das Hauptgebäude der RTI von Guillaume Soro scheiterte. Darauf gründete er Ende Dezember ein eigenes Radio und im Januar den Fernsehsender Télévision Côte d’Ivoire (TCI) als Gegengewicht zu RTI. | [ 26 ]                  |
| 16. Dez.                                                     | Kämpfe                     | Abidjan                 | Die Niederschlagung einer Demonstration von Quattara-Anhängern markiert für die Staatsanwaltschaft des Internationalen Strafgerichtshofs (IStGH) unter Luis Moreno Ocampo als Chefankläger, den Beginn der Gewalttätigkeiten. Die Anklage Gbagbos im November 2011 bezieht sich auf dieses Datum. | [ 27 ]                  |
| Tage nach dem 16. Dez.                                       | Kämpfe                     |                         | In den Tagen nach dem 16. Dezember töten Gbagbos Milizen Anhänger von Ouattara. | [ 10 ]                  |
| Tage vor dem 17. Dez.                                        | Flüchtlinge                |                         | Laut dem Hohen Flüchtlingskommissar der Vereinten Nationen (UNHCR) flüchteten mehr als 3500 Menschen nach Liberia und Guinea. | [ 25 ]                  |
| 17. Dez.                                                     | Vermittlung                | Abidjan                 | Der Kommissionspräsident der AU, Jean Ping, traf am Morgen ein, um Vermittlungsgespräche mit den Kontrahenten zu führen. | [ 25 ]                  |
| 17. Dez.                                                     | Kämpfe                     | Abidjan                 | Es kam zu Gefechten an einer Straßenblockade vor der Zentrale der RTI. Die FN wollten die, unter anderem mit einem Panzer gesicherte, Sperre durchbrechen. | [ 25 ]                  |
| 17. Dez.                                                     | Medien                     |                         | Gbagbo untersagte den Verkauf von privat herausgegebenen Zeitungen. | [ 25 ]                  |
| 18. Dez.                                                     | UNO                        |                         | Gbagbo forderte die UN-Friedenstruppen auf, umgehend das Land zu verlassen, da sie sich im Streit um den Ausgang der Wahl nicht neutral verhalten hätten. | [ 28 ]                  |
| 17. Dez.                                                     | Zivilgesellschaft          | Abobo in Abidjan        | Das öffentliche Leben kam fast vollständig zum Erliegen. | [ 25 ]                  |
| 20. Dez.                                                     | Sicherheitsrat             | New York                | Der UN-Sicherheitsrat beschloss die Resolution 1962, mit der er die eigentlich am 31. Dezember 2010 auslaufende UN-Mission ONUCI um ein halbes Jahr, bis zum 30. Juni 2011, verlängert und um 500 Personen auf knapp 10.000 aufstockt. Die aus der liberianischen UN-Mission United Nations Mission in Liberia (UNMIL) verlegten UN-Truppen bleiben ebenfalls in der Elfenbeinküste. |                         |
| 20. Dez.                                                     | Sanktionen                 | Europa                  | Die EU verhängte ein Einreiseverbot gegen Gbagbo und 18 seiner Vertrauten. Auch ein Einfrieren ihrer Konten wurde geplant. | [ 29 ]                  |
| 21. Dez.                                                     | Medien                     |                         | Gbagbo schlug in einer Fernsehansprache vor, eine internationale Untersuchungskommission einzusetzen. In derselben Ansprache betonte er aber, dass er der rechtmäßig gewählte Präsident der Elfenbeinküste sei. | [ 30 ]                  |
| 21. Dez.                                                     | Opfer                      |                         | Nach Angaben der stellvertretenden UN-Hochkommissarin für Menschenrechte (UNHCHR), Kyung-wha Kang, gab es seit dem 16. Dezember Berichte über 173 Tötungen, 90 Fälle von Folter und Misshandlung, 471 Verhaftungen und Festnahmen sowie 24 Fälle zwangsweisen Verschwindenlassens. | [ 31 ]                  |
| 21. Dez.                                                     | Sanktionen                 | Europa                  | Die EU beschloss Sanktionen gegen Gbagbo. | [ 32 ]                  |
| 22. Dez.                                                     | Situation                  |                         | Die Situation stellte sich folgendermaßen dar: Es galt eine nächtliche Ausgangssperre, es fand kein regelmäßiger Schulbetrieb statt und die öffentlichen Einrichtungen funktionierten nur sporadisch. Nach den, als zu niedrig geltenden, offiziellen Zahlen wurden bisher 60 Menschen getötet und fast 300 verletzt. | [ 1 ]                   |
| 22. Dez.                                                     | Opfer                      |                         | Das UNHCHR sprach von Tötungen und Verschleppungen durch liberianische und angolanische Söldnertruppen. Diese sollen logistisch durch Gbagbos Elitesoldaten der Republikanischen Garde unterstützt worden sein. | [ 1 ]                   |
| 22. Dez.                                                     | Forderung                  |                         | Gbagbo forderte den Abzug der ONUCI-Truppen und der Soldaten der Opération Licorne. Als Begründung führt er die Parteilichkeit der beiden Gruppen an. | [ 1 ]                   |
| 22. Dez.                                                     | Bedrohung                  |                         | ONUCI-Mitarbeiter berichteten von nächtlichen Besuchen und Bedrohungen durch Mitglieder der Jeunes Patriotes. | [ 1 ]                   |
| 22. Dez.                                                     | Reisewarnung               | Deutschland, Frankreich | Die Regierungen Deutschlands und Frankreichs riefen ihre Staatsbürger dazu auf, die Elfenbeinküste zu verlassen. | [ 30 ]                  |
| 22. Dez.                                                     | Finanzielles               |                         | Gbagbo bezahlte fristgerecht die Gehälter für Staatsangestellte, Polizisten und Soldaten in einer Höhe von 70 Milliarden Franc CFA (106 Millionen Euro). | [ 33 ]                  |
| 22. Dez.                                                     | Finanzen                   |                         | Robert Zoellick, der damalige Vorstand der Weltbank, teilte mit, dass sämtliche Entwicklungshilfe der Organisation an die Elfenbeinküste eingefroren wird. | [ 34 ]                  |
| 22. Dez.                                                     | Situation                  |                         | Die Preise waren allgemein stark angestiegen. Fuhrunternehmen wurden bestreikt oder hatten wegen der Gewalttätigkeiten geschlossen. Viele Läden hatten geschlossen. Auch in der Kakaowirtschaft machten sich die Spannungen bemerkbar. | [ 34 ]                  |
| 23. Dez.                                                     | Finanzen                   |                         | Die Westafrikanische Zentralbank (BCEAO) entzog Gbagbo das Zeichnungsrecht für die Gelder der Elfenbeinküste. Der Beschluss wurde aber erst einen Monat später, am 22. Januar 2011, in Kraft gesetzt. | [ 35 ]                  |
| 23. Dez.                                                     | UNO                        | New York                | Youssoufou Bamba löst auf Vorschlag Ouattaras den bisherigen Vertreter der Elfenbeinküste bei der UNO Alcide Djédjé, einen Anhänger Gbagbos, ab. Bamba wird von der Generalversammlung der Vereinten Nationen einstimmig akzeptiert was allgemein als Anerkennung Ouattaras als Wahlsieger galt. Zugleich nahm die Generalversammlung ein Papier der AU zur Kenntnis in dem von einer Anerkennung Ouattaras die Rede ist. | [ 36 ] [ 37 ]           |
| 24. Dez.                                                     | Internationale Reaktionen  | Abuja in Nigeria        | Bei einem Treffen drohte die ECOWAS Gbagbo den Einsatz von militärischer Gewalt an. | [ 38 ]                  |
| 24. Dez.                                                     | Finanzen                   |                         | Die BCEAO forderteihre Zweigstellen auf, kein Geld mehr an Gbagbo auszuzahlen. | [ 38 ]                  |
| 24. Dez.                                                     | UNO                        | New York                | Ban Ki Moon äußerte sich erfreut über die am Tag zuvor getroffene Entscheidung der Generalversammlung Youssouf Bamba als ivorischen Vertreter anzuerkennen. | [ 38 ]                  |
| 25. Dez.                                                     | Drohung                    |                         | In Reaktion auf die Erklärung der ECOWAS vom Vortag erklärte Ahoua Don Mello, Minister für Infrastruktur und Abwasserwirtschaft in Gbagbos Regierung, ein Angriff von anderen afrikanischen Regierungen auf die Elfenbeinküste könne sich schnell in einen Bürgerkrieg verwandeln. Damit spielte er auf die mehreren Millionen Emigranten aus westafrikanischen Staaten in der Elfenbeinküste an zu deren gewaltsamer Vertreibung es kommen könnte. Er sprach von einer „westlichen Verschwörung, angeführt von Frankreich“. | [ 33 ] [ 39 ]           |
| 26. Dez.                                                     | Flüchtlinge                |                         | Das UNHCR sprach von 14.000 Flüchtlingen, die nach Liberia unterwegs waren und zeigte sich besorgt über Berichte, wonach Kämpfer der FN sie am überqueren der Grenze nach Liberia hindern würden. | [ 39 ]                  |
| 26. Dez.                                                     | Söldner                    |                         | Die Regierung von Angola bestritt energisch Gerüchte, sie hätte angolanische Söldner oder Soldaten in die Elfenbeinküste geschickt. Außerdem kritisierte sie die Maßnahmen der internationalen Gemeinschaft die ihrer Meinung nach direkt in einen Krieg führen. | [ 33 ]                  |
| 27. Dez.                                                     | Streik                     |                         | Der am Vortag von der Unterstützungskoalition von Ouattara, Rassemblement des Houphouétistes pour la Démocratie et la Paix (RHDP), ausgerufene Generalstreik fand wenig Resonanz. Lediglich in Bouaké legten die Menschen die Arbeit nieder. | [ 40 ]                  |
| 27. Dez.                                                     | Diplomatie                 | Frankreich, Belgien     | Die Außenministerien von Frankreich und Belgien verkündeten, sie würden ab sofort nicht mehr die von Gbagbo entsandten Botschafter anerkennen und die Anerkennung von Nachfolgern einleiten, die von Ouattara einberufen wurden. Auch die Außenministerien Großbritanniens und Kanadas erkennen von Gbagbo ernannte Botschafter nicht mehr an. Im Gegenzug wies Gbagbo die Botschafter der beiden Länder aus. | [ 41 ] [ 42 ]           |
| 27. Dez.                                                     | Diplomatie                 |                         | Die Staatschefs von Sierra Leone, Benin und Kap Verde als Vertreter der ECOWAS machten einen ersten Versuch, Gbagbo zum Rücktritt vom Präsidentenamt zu bewegen. Die Bemühungen blieben ohne greifbaren Erfolg. | [ 43 ]                  |
| 27. Dez.                                                     | Hotel du Golf              |                         | Truppen von Gbagbo riegelten bis zum 9. Januar das Hotel du Golf ab. Es konnte nur mehr mit dem Hubschrauber erreicht werden. | [ 44 ]                  |
| 28. Dez.                                                     | Prominente Unterstützer    | Frankreich              | Roland Dumas, ehemaliger französischer Außenminister unter Präsident François Mitterrand und ehemaliger Präsident des französischen Verfassungsgerichts, sowie der Anwalt Jacques Vergès gaben bekannt, in die Elfenbeinküste zu reisen. Sie verteidigten die Sichtweise Gbagbos und schlugen in einer Pressekonferenz Anfang Januar vor, die Stimmen neu auszuzählen. Diesen Vorschlag hatte zuvor schon Gbagbo vorgebracht. | [ 43 ]                  |
| 28. Dez.                                                     | Diplomatie                 | Abidjan                 | Die ECOWAS versuchte Druck auf Gbagbo auszuüben und drohte mit einer Militärintervention. Drei Staatschefs der AU – Boni Yayi aus Benin, Ernest Koroma aus Sierra Leone und Pedro Pires von Kap Verde reisten an dem Tag an. Schon am Abend des gleichen Tages zogen sie unverrichteter Dinge wieder ab. | [ 45 ] [ 40 ] [ 46 ]    |
| 28. Dez. oder laut Zeit online und dem Focus am 29. Dezember | Kämpfe                     | Yopougon in Abidjan     | Eine aufgebrachte Menge griff einen Konvoi der UNO an. Dabei verletzten sie einen UNO-Soldaten mit einer Machete und zündeten eines der drei Fahrzeuge an. | [ 49 ]                  |
| 29. Dez.                                                     | Diplomatie                 | Nigeria                 | Die ECOWAS-Delegation traf in Nigeria mit dem derzeitigen Vorsitzenden der Organisation, Goodluck Jonathan, zusammen, um über das weitere Vorgehen zu beraten. Die ECOWAS hatte Gbagbo mit einer Militärintervention gedroht, sollte sich der Machtkampf weiter hinziehen. Jonathan sagte nach den Beratungen, die ECOWAS wolle am 3. Januar einen weiteren Vermittlungsversuch starten. | [ 50 ]                  |
| 29. Dez.                                                     | Sanktionen                 | Europa                  | Die Einreiseverbote der EU gegen Gbagbo und seine Unterstützer wurden von 19 auf 61 Personen ausgedehnt. | [ 51 ]                  |
| 29. Dez.                                                     | Diplomatie                 | New York                | Der von Ouattara nominierte neue UN-Botschafter Youssoufou Bamba wurde bei den Vereinten Nationen in einer Zeremonie akkreditiert. | [ 52 ]                  |
| 30. Dez.                                                     | Untersuchungen             | Abobo in Abidjan        | Der Leiter der UN-Mission in der Elfenbeinküste forderte Zutritt zu mutmaßlichen Massengräbern. Laurent Gbagbo ergebene Sicherheitskräfte hatten UN-Mitarbeiter an der Kontrolle eines Gebäudes gehindert, in der bis zu 80 Leichen vermutet wurden. Ein zweites Massengrab soll sich in der Nähe von Gagnoa im Landesinneren befunden haben. | [ 53 ]                  |
| 30. Dez.                                                     | Diplomatie                 | Gambia                  | Der gambische Präsident Yahya Jammeh erklärte, dass die Ecowas kein Mandat für eine Militärintervention habe. Außerdem kritisierte er den internationalen Druck auf Gbagbo. | [ 45 ]                  |
| 30. Dez.                                                     | Hotel du Golf              | Abidjan                 | Charles Blé Goudé rief seine Anhänger auf, das Hotel du Golf zu besetzen. Es setzte ein Ultimatum bis zum 1. Januar. | [ 54 ]                  |
| 31. Dez.                                                     | Diplomatie                 | Vereinigtes Königreich  | Der britische Außenminister William Hague erklärte, seine Regierung würde eine von Nachbarstaaten durchgeführte militärische Operation zum Sturz Gbagbos unterstützen. | [ 54 ]                  |
| 31. Dez.                                                     | Finanzen                   |                         | Laut dem Londoner Club kam die Elfenbeinküste seinen für den Tag geplanten Schuldendienst nicht nach. Die Rate von 30 Millionen Euro wurde nicht bezahlt. | [ 55 ]                  |
| 31. Dez. Jahreswechsel                                       | Kämpfe                     | Duékoué                 | Nach der Wahl war Duékoué in zwei Lager gespalten und es gab zum Jahreswechsel schwere Kämpfe. Anlass war die Tötung einer Händlerin des nordivorischen Malinke-Volkes durch Milizionäre der Front de Libération du Grand Ouest (FLGO) was zu einer Eskalation mit Dutzenden Toten führte. | [ 56 ]                  |